# Azay-le-Brûlé
Azay-le-Brûlé är en kommun i departementet Deux-Sèvres i regionen Nouvelle-Aquitaine i västra Frankrike. Kommunen ligger i kantonen Saint-Maixent-l'École 1er Canton som tillhör arrondissementet Niort. År 2022 hade Azay-le-Brûlé 1 952 invånare.

## Befolkningsutveckling
Antalet invånare i kommunen Azay-le-Brûlé
| Referens: INSEE |